# 1730 год в музыке

## События
- 7 апреля — Иоганн Себастьян Бах в лейпцигской Николайкирхе впервые исполнил анонимный пассион «Страсти по Луке» (BWV 246), авторство которого долгое время приписывалось самому Баху.
- «Опера нищего» Джона Гея стала настолько популярной, что была напечатана колода игральных карт посвящённая ей.
- Французский композитор Андре Кампра становится генеральным инспектором Парижской оперы.[1][2]
- Предположительно в Лейпциге Бах впервые исполнил страстную ораторию Kommt her und schauet Карла Генриха Грауна.

## Классическая музыка
- Иоганн Себастьян Бах — кантата Jauchzet Gott in allen Landen, BWV 51.
- Антонио Кальдара — оратория «Страсти Христовы» (итал. La Passione di Gesù Cristo).
- Франсуа Куперен — «Пьесы для клавесина», книга 4.
- Карл Генрих Граун —
  - страстная кантата Ein Lämmlein geht und trägt die Schuld
  - страстную оратория Kommt her und schauet.
- Бенедетто Марчелло — «Реквием „в венецианской манере“» (итал. Requiem "alla maniera veneziana").

## Опера
- Риккардо Броски (итал. Riccardo Broschi) — «Гидасп» (итал. Idaspe).[3]
- Георг Фридрих Гендель —
  - «Партенопа».
  - Ormisda[4]
- Леонардо Винчи — «Артаксеркс» (итал. Artaserse).[5]

## Родились
- 23 февраля — Кристиан Жозеф (Кристиано Джузеппе) Лидарти (нем. Christian Joseph Lidarti, итал. Cristiano Giuseppe Lidarti), австрийский композитор итальянского происхождения родившийся в Вене (умер в 1793).
- 21 апреля — Антонин Каммел (чеш. Antonín Kammel), чешский композитор и скрипач (умер в 1788).
- 29 мая — Уильям Джексон (англ. William Jackson), известный как Джексон из Эксетера (англ. Jackson of Exeter), английский органист и композитор (умер 5 июля 1803).
- 14 июня — Антонио Саккини, итальянский оперный композитор, ученик Франческо Дуранте, директор консерватории в Венеции (умер 6 октября 1786).
- 14 декабря — Капель Бонд (англ. Capel Bond), английский органист и композитор (умер 14 февраля 1790).
- Дата неизвестна —
  - Паскуале Эррикелли (итал. Pasquale Errichelli), итальянский органист и композитор (умер в 1785).
  - Доменико Галло (итал. Domenico Gallo), итальянский скрипач и композитор (умер в 1768).

## Умерли
- 10 апреля — Себастьен де Броссар, французский композитор и теоретик музыки, эрудит и библиофил, один из основателей Национальной библиотеки Франции (родился 12 сентября 1655).
- 27 мая — Леонардо Винчи, итальянский композитор, придворный капельмейстер в Неаполе, ученик Гаэтано Греко, автор первой оперы на неаполитанском диалекте (родился в 1690 или 1696).
- 19 июня — Джон Лойе (Жан-Батист Лойе), известен как Джон Лойе Лондонский, английский композитор, клавесинист, флейтист и гобоист бельгийского происхождения (родился 18 ноября 1680).
- 31 августа (похоронен) — Готфрид Фингер (чеш. Gottfried Finger), моравский композитор и виолинист эпохи барокко (родился в 1655).
- 15 октября — Жан-Батист Сенайе, французский скрипач-виртуоз и композитор (родился 23 ноября 1687).
- Дата неизвестна —
  - Уильям Хайн (англ. William Hine), английский органист и композитор (родился в 1687).
  - Карло Аннибале Тонони (итал. Carlo Annibale Tononi), итальянский скрипичный мастер (родился в 1675).
- Предположительно —
  - Филиппо Амадей (итал. Filippo Amadei), итальянский композитор (родился в 1690).
  - Шарль Пируа (фр. Charles Piroye), французский барочный органист и композитор (родился в период с 1668 по 1672).